# Nemesia pannonica
Nemesia pannonica is een spinnensoort in de taxonomische indeling van de bruine klapdeurspinnen (Nemesiidae).
Nemesia pannonica werd in 1879 beschreven door Herman.